# Damavand (Verwaltungsbezirk)
Damavand (persisch شهرستان دماوند) ist ein Schahrestan in der Provinz Teheran im Iran. Er enthält die Stadt Damavand, welche die Hauptstadt des Kreises ist.

## Demografie
Bei der Volkszählung 2016 betrug die Einwohnerzahl des Kreises 125.480. Die Alphabetisierung lag bei 89,1 Prozent der Bevölkerung. Knapp 74 Prozent der Bevölkerung lebten in urbanen Regionen.
| Zensusjahr | Einwohnerzahl |
| ---------- | ------------- |
| 2011       | 100.690       |
| 2016       | 125.480       |